# Ľudovít Klein
Ľudovít Klein (Nové Zámky, 22 de febrero de 1995) es un artista marcial mixto eslovaco que actualmente compite en la división de peso ligero de Ultimate Fighting Championship (UFC).

## Biografía
Klein nació en Nové Zámky, donde también comenzó su carrera deportiva. Cuando tenía unos 12 años, Klein se apuntó en secreto a un entrenamiento de boxeo por temor a la reacción de sus padres. Tras los primeros entrenamientos ya era consciente de que las artes marciales le acompañarían durante toda su vida. Más tarde, el club de boxeo en el que participaba se disolvió y durante algún tiempo no supo qué dirección tomar. Como quería seguir con su afición, se apuntó al entrenamiento de Jiu-Jitsu brasileño. Se entrenó durante mucho tiempo en la Academia de Artes Marciales Thomas Bilishich, que es uno de los mejores clubes de Jiu-Jitsu del país. Más tarde añadió el boxeo tailandés a su formación en artes marciales, y así fue como conoció la liga amateur de MMA. Posteriormente, empezó a dedicarse a ella.
Al principio se ganaba la vida como portero de discoteca, donde a menudo se metían con él por su baja estatura.

## Carrera de artes marciales mixtas

### Carrera temprana
Klein se incorporó a la MMA profesional como un aficionado relativamente experimentado. Después de un par de actuaciones en espectáculos eslovacos más pequeños, su potencial fue notado por la leyenda eslovaca de las MMA Attila Végh, que lo llevó a su gimnasio basándose en sus grandes actuaciones. En la escena nacional, Klein se mantuvo invicto en sus seis primeros combates en organizaciones eslovacas más pequeñas, tras lo cual decidió salir al extranjero.
El primer combate fuera de Eslovaquia no resultó como se esperaba. Perdió ante Igor Tarytsa en el A-Fight 5 por KO. Ganó 2 combates en la ACB, y consiguió terminar ambos en el segundo asalto. Volvió a Eslovaquia para disputar un combate contra Moric Besztercei, del que salió vencedor.
Llegó a la Cage Warriors británica como favorito, pero se quedó corto, perdiendo ante Aiden Lee. Ganó el combate por sumisión y decidió volver a su país, a Eslovaquia.
Con un récord de 9-2, Klein se trasladó a Oktagon MMA. En ella luchó dos veces, dando actuaciones dominantes y ganando ambos combates antes del límite. En el segundo combate, contra Matěj Kuzník, encabezó el Oktagon 5.
Posteriormente, disputó dos combates en XFN. En ambos ganó los combates cómodamente, pero decidió volver al Oktagon por problemas en la organización.
En el torneo Oktagon 12, derrotó al brasileño William Lima en el primer asalto, a lo que siguieron victorias contra João Paulo Rodrigues en el Oktagon 14 y contra Łukasz Sajewski en el Oktagon Prime 3, terminando ambos combates posteriores con su característica patada en la cabeza.

### Ultimate Fighting Championship

#### 2020
Klein, como reemplazo de Nate Landwehr, enfrentó a Shane Young el 27 de septiembre de 2020, en UFC 253. En el pesaje, Klein pesó 150 libras, cuatro libras por encima del límite de la pelea de peso pluma sin título. La pelea continuó en un peso pactado y Klein fue multado con un porcentaje de su bolsa, que fue hacía Young. Ganó la pelea por KO en el primer asalto.

#### 2021
Klein enfrentó a Michael Trizano el 8 de mayo de 2021, en UFC on ESPN 24. Perdió la pelea por decisión unánime. 11 de 14 medios especializados le dieron la pelea a Klein.
Klein enfrentó a Nate Landwehr el 16 de octubre de 2021, en UFC Fight Night 195. Perdió la pelea por sumisión en el tercer asalto.

#### 2022
Klein enfrentó a Devonte Smith, reemplazando a un lesionado Erick Gonzalez, el 5 de marzo de 2022, en UFC 272. Ganó la pelea por decisión dividida.
Klein estaba programado para enfrentar a Ignacio Bahamondes el 30 de agosto de 2022, en UFC 277. Sin embargo, Bahamondes se retiró de la pelea el 15 de julio de 2022, y Klein fue reprogramado para enfrentar a Mason Jones una semana después en UFC Fight Night 208. Ganó la pelea por decisión unánime.

#### 2023
Klein enfrentó a Jai Herbert el 18 de marzo de 2023, en UFC 286. La pelea terminó en un empate mayoritario.
Klein estaba programado para enfrentar a Jim Miller el 3 de junio de 2023, en UFC on ESPN 46.  Sin embargo, Klein se retiró de la pelea el 19 de mayo por una enfermedad y fue reemplazado por Jared Gordon.
Klein fue reprogramado para enfrentar a Ignacio Bahamondes el 5 de agosto de 2023, en UFC Fight Night 226. Ganó la pelea por decisión unánime.

#### 2024
Klein estaba programado para enfrentar a Joel Álvarez el 2 de marzo de 2024, en UFC Fight Night 238. Sin embargo, Álvarez se retiró de la pelea por problemas de visa y fue reemplazado por AJ Cunningham. Klein ganó la pelea por TKO en el primer asalto.
Klein enfrentó a Thiago Moisés el 8 de junio de 2024, en UFC on ESPN 57. Ganó la pelea por decisión unánime.
Klein está programado para enfrentar a Nikolas Motta el 28 de septiembre de 2024, en UFC Fight Night 243. Sin embargo, Motta se retiró de la pelea por razones no reveladas y fue reemplazado por Roosevelt Roberts.

## Campeonatos y logros
- Ultimate Fighting Championship
  - Segunda racha invicta activa más larga en la división de peso ligero de UFC (6)

## Récord en artes marciales mixtas
| Récord profesional | Récord profesional | Récord profesional |
| 28 peleas          | 23 victorias       | 4 derrotas         |
| ------------------ | ------------------ | ------------------ |
| Nocaut             | 9                  | 1                  |
| Sumisión           | 8                  | 2                  |
| Decisión           | 6                  | 1                  |
| Empate             | 1                  | 1                  |

| Resultado | Récord | Oponente             | Método                            | Evento                                   | Fecha                    | Ronda | Tiempo | Localización         | Notas                                                                          |
| --------- | ------ | -------------------- | --------------------------------- | ---------------------------------------- | ------------------------ | ----- | ------ | -------------------- | ------------------------------------------------------------------------------ |
| Derrota   | 23–5–1 | Mateusz Gamrot       | Decisión (unánime)                | UFC on ESPN: Blanchfield vs. Barber      | 31 de mayo de 2025       | 3     | 5:00   | Enterprise, Nevada   |                                                                                |
| Victoria  | 23–4–1 | Roosevelt Roberts    | Decisión (unánime)                | UFC Fight Night: Moicano vs. Saint Denis | 28 de septiembre de 2024 | 3     | 5:00   | París, Francia       |                                                                                |
| Victoria  | 22–4–1 | Thiago Moisés        | Decisión (unánime)                | UFC on ESPN: Cannonier vs. Imavov        | 8 de junio de 2024       | 3     | 5:00   | Louisville, Kentucky |                                                                                |
| Victoria  | 21–4–1 | AJ Cunningham        | TKO (patada frontal y golpes)     | UFC Fight Night: Rozenstruik vs. Gaziev  | 2 de marzo de 2024       | 1     | 4:36   | Las Vegas, Nevada    |                                                                                |
| Victoria  | 20–4–1 | Ignacio Bahamondes   | Decisión (unánime)                | UFC on ESPN: Sandhagen vs. Font          | 5 de agosto de 2023      | 3     | 5:00   | Nashville, Tennessee |                                                                                |
| Empate    | 19-4-1 | Jai Herbert          | Empate (mayoritario)              | UFC 286                                  | 18 de marzo de 2023      | 3     | 5:00   | Londres              | A Herbert se le dedujo 1 punto en el tercer asalto por múltiples golpes bajos. |
| Victoria  | 19–4   | Mason Jones          | Decisión (unánime)                | UFC Fight Night: Blaydes vs. Aspinall    | 23 de julio de 2022      | 3     | 5:00   | Londres              |                                                                                |
| Victoria  | 18–4   | Devonte Smith        | Decisión (dividida)               | UFC 272                                  | 5 de marzo de 2022       | 3     | 5:00   | Las Vegas, Nevada    | Regreso a peso ligero.                                                         |
| Derrota   | 17–4   | Nate Landwehr        | Sumisión (anaconda choke)         | UFC Fight Night: Ladd vs. Dumont         | 16 de octubre de 2021    | 3     | 2:22   | Las Vegas, Nevada    |                                                                                |
| Derrota   | 17–3   | Michael Trizano      | Decisión (unánime)                | UFC on ESPN: Rodriguez vs. Waterson      | 8 de mayo de 2021        | 3     | 5:00   | Las Vegas, Nevada    |                                                                                |
| Victoria  | 17–2   | Shane Young          | TKO (patada a la cabeza y golpes) | UFC 253                                  | 27 de septiembre de 2020 | 1     | 1:16   | Abu Dhabi            | Pelea en peso pactado (150 lbs); Klein no dio el peso.                         |
| Victoria  | 16–2   | Łukasz Sajewski      | TKO (golpes)                      | Oktagon Prime 3                          | 15 de febrero de 2020    | 1     | 3:49   | Šamorín              |                                                                                |
| Victoria  | 15–2   | João Paulo Rodrigues | KO (patada a la cabeza)           | Oktagon 14                               | 14 de septiembre de 2019 | 3     | 0:46   | Bratislava           |                                                                                |
| Victoria  | 14–2   | Willian Lima         | TKO (golpes)                      | Oktagon 12                               | 8 de junio de 2019       | 1     | 2:27   | Bratislava           | Pelea en peso ligero.                                                          |
| Victoria  | 13–2   | Arbi Mezhidov        | Decisión (unánime)                | XFN 14                                   | 18 de noviembre de 2018  | 3     | 5:00   | Bratislava           |                                                                                |
| Victoria  | 12–2   | Kamil Selwa          | TKO (golpes)                      | XFN 11                                   | 28 de junio de 2018      | 2     | N/A    | Praga                | Regreso a peso pluma.                                                          |
| Victoria  | 11–2   | Matěj Kuzník         | TKO (parada médica)               | Oktagon 5                                | 17 de marzo de 2018      | 4     | 5:00   | Ostrava              | Debut en peso ligero.                                                          |
| Victoria  | 10–2   | Krzysztof Klaczek    | KO (patada en la cabeza)          | Oktagon 4                                | 12 de noviembre de 2017  | 1     | 2:00   | Bratislava           |                                                                                |
| Derrota   | 9–2    | Aiden Lee            | Sumisión (rear-naked choke)       | Cage Warriors 87                         | 14 de octubre de 2017    | 1     | 2:34   | Newport              |                                                                                |
| Victoria  | 9–1    | Moric Besztercei     | Sumisión (rear-naked choke)       | Dark Night Volume 2                      | 24 de junio de 2017      | 1     | 4:56   | Nové Zámky           |                                                                                |
| Victoria  | 8–1    | Ahmed Abdulkadirov   | Sumisión (guillotine choke)       | ACB 60                                   | 13 de mayo de 2017       | 2     | 0:44   | Viena                |                                                                                |
| Victoria  | 7–1    | Khusein Maltsagov    | KO (rodillazo)                    | ACB 56                                   | 1 de abril de 2017       | 2     | 3:29   | Minsk                |                                                                                |
| Derrota   | 6–1    | Igor Tarytsa         | KO (puñetazo)                     | A-Fight 5                                | 24 de febrero de 2017    | 1     | 4:58   | Nevinnomyssk         |                                                                                |
| Victoria  | 6–0    | Aleksandar Janković  | Sumisión (armbar)                 | Fight of Gladiators 5                    | 9 de abril de 2016       | 1     | N/A    | Nitra                |                                                                                |
| Victoria  | 5–0    | Michal Stefek        | Sumisión (guillotine choke)       | Hanuman Cup 30                           | 5 de marzo de 2016       | 1     | 0:40   | Bratislava           |                                                                                |
| Victoria  | 4–0    | Samuel Ribansky      | Sumisión (armbar)                 | Hanuman Cup 28                           | 26 de septiembre de 2015 | 2     | 0:00   | Bratislava           |                                                                                |
| Victoria  | 3–0    | Adam Németh          | Sumisión (guillotine choke)       | Hanuman Cup 27                           | 4 de julio de 2015       | 1     | 1:00   | Senec                |                                                                                |
| Victoria  | 2–0    | Kamil Tarnawski      | Sumisión (triangle choke)         | PCF 12                                   | 16 de mayo de 2015       | 1     | 0:11   | Poprad               |                                                                                |
| Victoria  | 1–0    | Martin Mihálik       | Sumisión (rear-naked choke)       | PCF 11                                   | 20 de diciembre de 2014  | 1     | 0:27   | Levoča               |                                                                                |